# Ricky Gervais
Ricky Dene Gervais (/dʒərˈveɪz/) (Reading, 25 de junho de 1961) é um comediante, roteirista, ator, diretor, produtor de televisão e ex-músico pop britânico. Venceu 7 BAFTAS, 5 National Comedy Awards, 3 Globos de Ouro e 2 Emmys de Primetime, tendo criado séries como  The Office, Extras e After Life. Considerado uma das 100 pessoas mais influentes do mundo pela revista Time, é amplamente conotado como um dos maiores comediantes da sua geração.

## Início de vida
Ricky Dene Gervais nasceu em 25 de junho de 1961 em Reading, Berkshire. Ele foi criado em Whitley, subúrbio de Reading, junto com seus irmãos Larry, Marsha e Robert. Seu pai, Lawrence Raymond "Jerry" Gervais (1919–2002), um franco-canadense de Pain Court, Ontario, emigrou para o Reino Unido quando prestava serviço durante a Segunda Guerra Mundial e trabalhou como operário e carregador de tijolos. Ele conheceu a mãe inglesa de Gervais, Eva Sophia (nascida House; 1925–2000), durante um blackout e se estabeleceram em Whitley. Ela morreu aos 74 anos vítima de um câncer no pulmão.
Gervais frequentou a Whitley Park Infants and Junior Schools e recebeu sua educação secundária na Ashmead Comprehensive School; após um ano sabático no qual ele passou trabalhando com jardineiro na Universidade de Reading, ele se mudou para a University College London (UCL) em 1980. Ele pretendia estudar biologia, mas mudou para filosofia após duas semanas. Durante seu tempo na UCL, ele conheceu Jane Fallon, com quem tem um relacionamento desde 1982.

## Biografia
Ricky Gervais alcançou a fama com sua série de televisão The Office e a série subsequente Extras, ambas as quais co-escreveu e co-dirigiu com o amigo e colaborador, Stephen Merchant. Além de escrever e dirigir os shows, Gervais também interpretou os papéis principais de "David Brent" em The Office e "Andy Millman" em Extras. Gervais também apareceu em diversos filmes de Hollywood, assumindo os protagonistas em Ghost Town e The Invention of Lying.
Gervais fez três turnês lotadas de stand-up comedy, escreveu a série de livros best-seller Flanimals, e estrelou junto a Merchant e Karl Pilkington em seu podcast The Ricky Gervais Show. Tem acumulado uma multitude de prêmios e honras através de sua carreira, incluindo sete BAFTA Awards, quatro British Comedy Awards, três Golden Globe Awards, dois Emmy Awards e o Rose d'Or de 2006, assim como uma indicação ao Screen Actors Guild Awards.
Desde 1982 vive com sua companheira Jane Fallon, que também é sua agente e produtora. Gervais gosta de documentários referente a vida selvagem dos animais.
Já manifestou descontentamento publicamente sobre a caça de raposas, comum na Inglaterra. Ele também é vegetariano.
Em 2007, declarou em uma rádio britânica que é ateu e que "Não existe a possibilidade de um casamento religioso entre nós, diante de Deus, porque Deus simplesmente não existe".
Fez parte do elenco do jogo Grand Theft Auto IV, dublando ele mesmo.
Em 2010 foi nomeado como uma das 100 pessoas mais influentes do mundo, pela revista Time. Mais recentemente, Gervais apresentou os Globos de Ouro entre 2010 e 2012, apresentou a edição de 2016 e também a de 2020.

## Filmografia

### Cinema
| Ano  | Título                                         | Papel                | Notas                                         |
| ---- | ---------------------------------------------- | -------------------- | --------------------------------------------- |
| 2001 | Dog Eat Dog                                    | Bouncer              | cameo                                         |
| 2005 | Valiant                                        | Bugsy                | Voz                                           |
| 2006 | For Your Consideration                         | Martin Gibb          |                                               |
| 2006 | Night at the Museum                            | Dr. McPhee           |                                               |
| 2007 | Stardust                                       | Ferdy the Fence      |                                               |
| 2008 | Ghost Town                                     | Dr. Bertram Pincus   |                                               |
| 2009 | Night at the Museum: Battle of the Smithsonian | Dr. McPhee           |                                               |
| 2009 | The Invention of Lying                         | Mark Bellison        | Co-escritor e co-diretor                      |
| 2009 | SpongeBob's Truth or Square                    | Narrador             |                                               |
| 2010 | Cemetery Junction                              | Len Taylor           | Co-escritor e co-diretor com Stephen Merchant |
| 2011 | Spy Kids: All the Time in the World            | Argonaut             | Voz                                           |
| 2011 | The Muppets                                    | Ele Mesmo            | Cena do final do filme                        |
| 2012 | The Wind in the Willows                        | Mole                 | Voz                                           |
| 2013 | The Unbelievers                                | Ele Mesmo            |                                               |
| 2013 | Escape from Planet Earth                       | Sr. James Bing       | Voz                                           |
| 2014 | Muppets Most Wanted                            | Dominic "Number Two" |                                               |
| 2022 | Blazing Samurai                                | Ika Chu              | Voz                                           |

### Televisão
| Ano  | Título                                   | Papel            | Notas                                                             |
| ---- | ---------------------------------------- | ---------------- | ----------------------------------------------------------------- |
| 1998 | The 11 O'Clock Show                      | Vários           | Todos os episódios                                                |
| 1999 | Comedy Lab                               | Clive Meadows    | Episódio: "Golden Years"                                          |
| 2000 | Bruiser                                  | Recorrente       | 6 episódios                                                       |
| 2000 | Meet Ricky Gervais                       | Ele mesmo        | 6 episódios                                                       |
| 2001 | The Sketch Show                          | Vários           | Todos os episódios                                                |
| 2001 | The Office                               | David Brent      | 2001–2003, (16 episódios) Roteirista, diretor                     |
| 2004 | Alias                                    | Daniel Ryan      | Episódio: "Façade"                                                |
| 2005 | Kelsey Grammer Presents: The Sketch Show | Vários           | Todos os episódios                                                |
| 2005 | Extras                                   | Andy Millman     | 2005–2007, (13 episódios) Roteirista, diretor, produtor executivo |
| 2006 | The Simpsons                             | Charles Heathbar | Episódio: "Homer Simpson, This Is Your Wife"                      |
| 2008 | Out of England-The Stand-Up Special      | Ele Mesmo        | (roteiro)                                                         |
| 2009 | Sesame Street                            | Ele Mesmo        | 3 episódios                                                       |
| 2010 | 67th Golden Globe Awards                 | Ele Mesmo        | Apresentador                                                      |
| 2010 | The Ricky Gervais Show (HBO e Channel 4) | Ele Mesmo        | com Karl Pilkington & Stephen Merchant                            |
| 2010 | An Idiot Abroad                          | Ele Mesmo        |                                                                   |
| 2010 | Louie                                    | Dr. Ben          | 2 episódios                                                       |
| 2011 | 68th Golden Globe Awards                 | Ele Mesmo        | Apresentador                                                      |
| 2011 | Life's Too Short                         | Ele mesmo        | com Stephen Merchant & Warwick Davis                              |
| 2011 | The Office (US)                          | David Brent      | Episódios: "The Seminar" e "Search Committee"                     |
| 2011 | The Simpsons                             | Himself          | Episódio: "Angry Dad: The Movie"                                  |
| 2011 | Curb Your Enthusiasm                     | Ele Mesmo        | Episódio: "The Hero"                                              |
| 2011 | Talking Funny                            | Ele Mesmo        |                                                                   |
| 2011 | An Idiot Abroad 2: The Bucket List       | Ele Mesmo        |                                                                   |
| 2012 | 69th Golden Globe Awards                 | Ele Mesmo        | Apresentador                                                      |
| 2012 | Family Guy                               | Billy Finn       | Episódio: "Be Careful What You Fish For"                          |
| 2012 | An Idiot Abroad 3: The Short Way Round   | Ele Mesmo        |                                                                   |
| 2012 | Derek                                    | Derek Noakes     | 2012-2014, roteirista, diretor, produtor executivo                |
| 2013 | The Moaning of Life                      | Ele Mesmo        | Produtor                                                          |
| 2019 | After Life                               | Tony             | 2019 - atualmente. Diretor, Roteirista e ator                     |

### Jogos eletrônicos
| Ano  | Título              | Papel     | Notas |
| ---- | ------------------- | --------- | ----- |
| 2008 | Grand Theft Auto IV | Ele mesmo | Voz   |